# Gonzalezodoria goniodes
Gonzalezodoria goniodes är en tvåvingeart som beskrevs av Cortes 1971. Gonzalezodoria goniodes ingår i släktet Gonzalezodoria och familjen parasitflugor. Inga underarter finns listade i Catalogue of Life.